# Masaccio
Masaccio (Tommaso di Ser Giovanni di Simone Guidi Cassai), född 21 december 1401 i San Giovanni Valdarno i Toscana, Italien, död 1428 i Rom, var den italienska ungrenässansens främste målare, verksam i huvudsak i Florens. Masaccio är ett alternativnamn till Maso, vilket är en kortform av Tommaso.

## Liv och verk

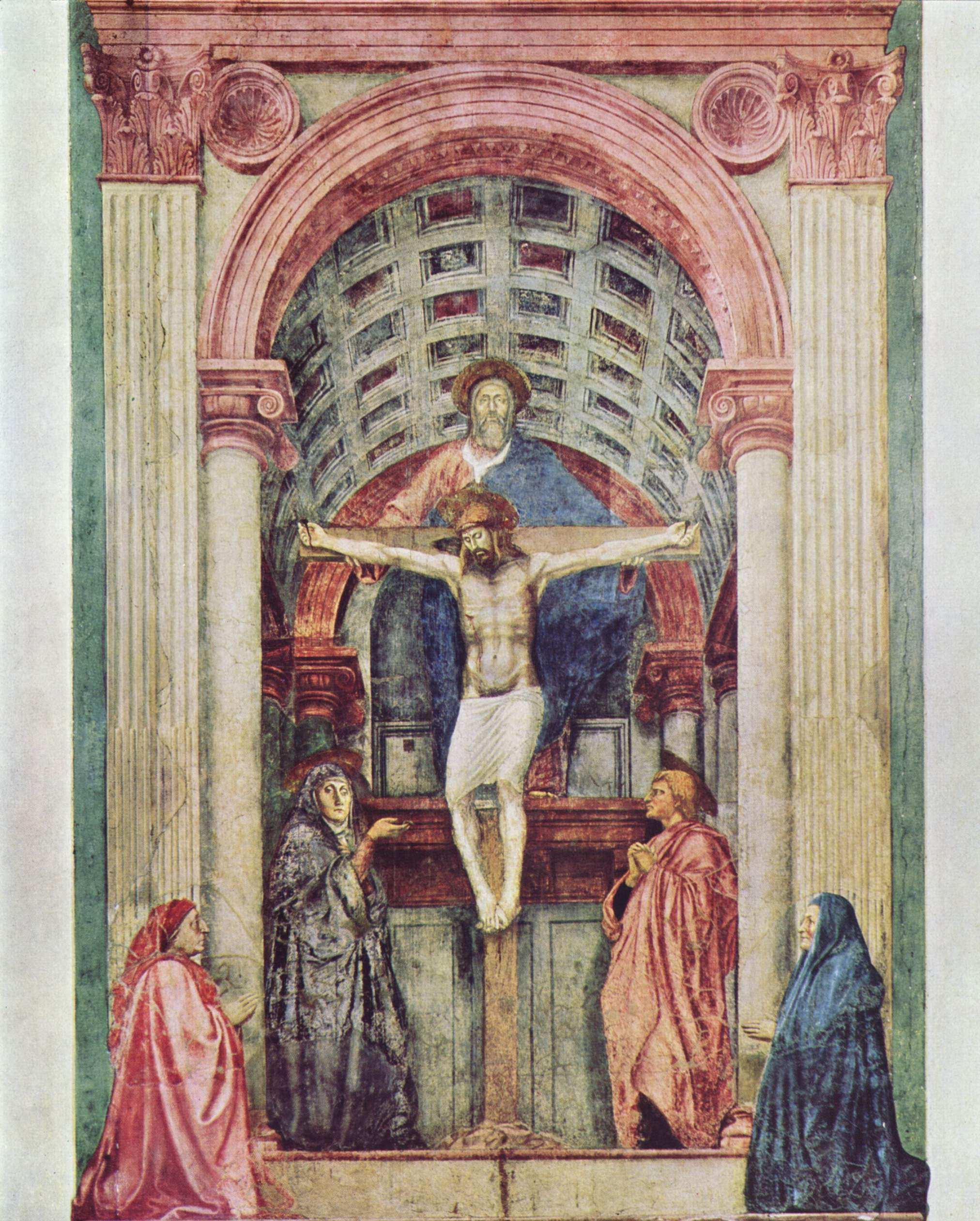
Masaccio – "Den heliga Treenigheten" (1427). Santa Maria Novella i Florens.

Tillsammans med Masolino målade Masaccio 1425–1428 freskerna i Santa Maria del Carmine i Florens med motiv från aposteln Petrus liv.
Masaccios karriär blev kort; han dog 26 år gammal, men realismen och användningen av centralperspektivet fick mycket stort inflytande på den kommande generationen. Han bröt med den gotiska traditionen genom att ersätta vidlyftig ornamentik med vardagliga detaljer och genom att låta gestalterna uppträda i ett, som man då uppfattade det, verkligt rum. Masaccio verkade från cirka 1422 i Florens, men han avslutade sin konstnärliga bana i Rom med en serie fresker i kyrkan San Clemente.

## Skattepenningen

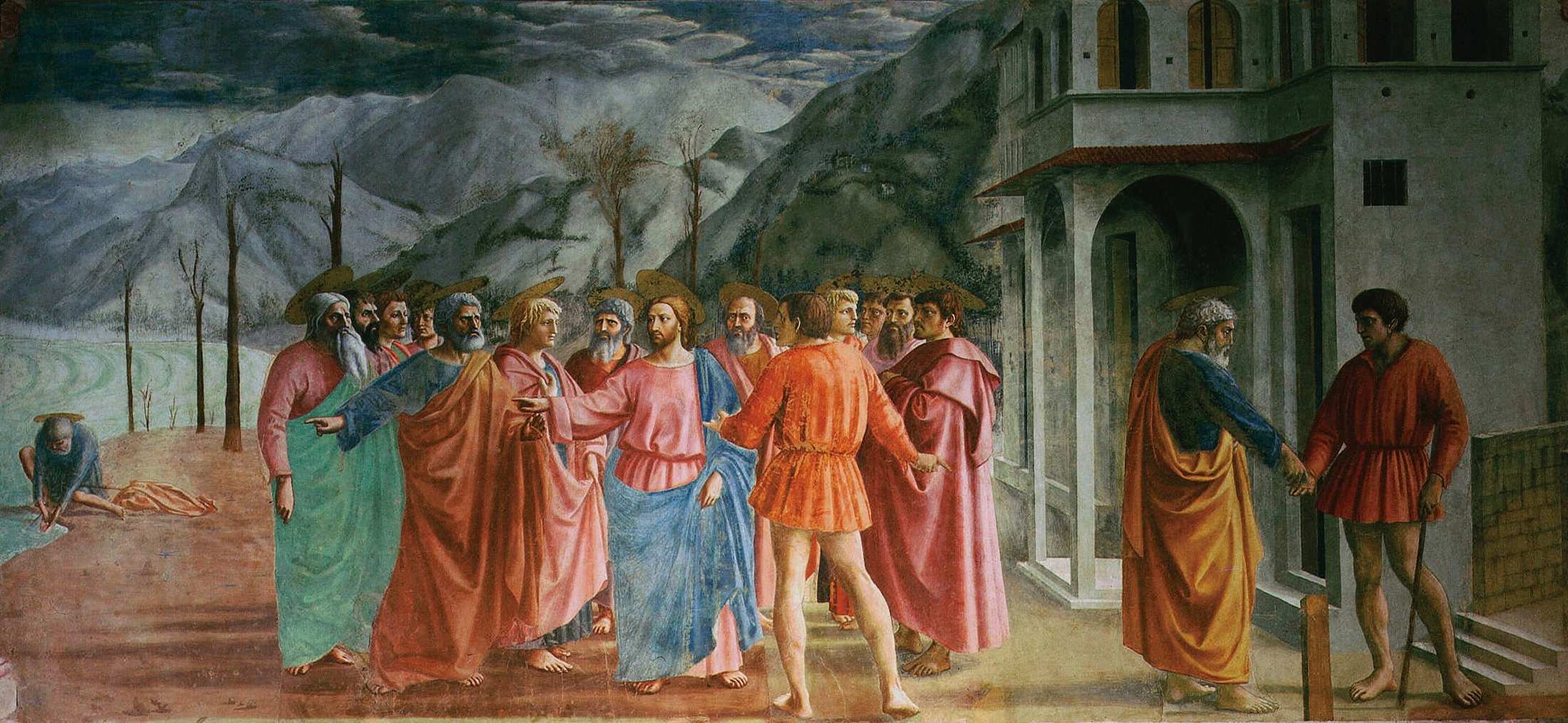
"Skattepenningen" (1426–1427). Cappella Brancacci, Santa Maria del Carmine, Florens.

I fresken Skattepenningen är gestalterna arrangerade på djupet runt Kristus i ett vidsträckt landskap, vilket inte, som i Giottos fresker, utgör en skärm runt ett begränsat bildutrymme. Masaccios gestalter är starkt upplysta från en källa utanför bilden, som om ljuset, i själva verket, kommer från kapellfönstret som är placerat till höger. Ljuset träffar dem i en vinkel och kastar skuggor på marken och spelar över gestalternas former, som för att tydligt avslöja några och dölja andra. Masaccio laborerar här med chiaroscuroeffekter, det vill säga ett spel mellan ljus och skugga för att uppnå dramatisk verkan. Stor vikt läggs på det här sättet vid en tämligen betydelselös episod i evangeliets berättelse: i mitten berättar Kristus för Petrus, att denne skall finna ett mynt i gapet på en fisk (som ses till vänster) med vilken skatteuppbördsmannen (till höger) skall betalas. Berättelsen förmedlas genom några få iögonenfallande gester och intensiva, betydelsefulla blickar mellan personerna, som dock förblir ganska orörliga.

## Verk (i urval)
- Cappella Brancacci, Santa Maria del Carmine, Florens 1425–1428
  - Skattepenningen
  - Petrus predikar i Jerusalem
  - Petrus döper de nyomvända
  - Teofilos sons uppståndelse
  - Petrus botar med sin skugga
  - Fördelningen av de gemensamma tillgångarna
  - Ananias död
  - Utdrivandet ur paradiset
- Den heliga Treenigheten, Santa Maria Novella, Florens, 1425–1428
- Korsfästelsen, 1426